# RIOX2
RIOX2 (англ. Ribosomal oxygenase 2) – білок, який кодується однойменним геном, розташованим у людей на короткому плечі 3-ї хромосоми.  Довжина поліпептидного ланцюга білка становить 465 амінокислот, а молекулярна маса — 52 800.
| 10         |  | 20         |  | 30         |  | 40         |  | 50         |
| ---------- |  | ---------- |  | ---------- |  | ---------- |  | ---------- |
| MPKKAKPTGS |  | GKEEGPAPCK |  | QMKLEAAGGP |  | SALNFDSPSS |  | LFESLISPIK |
| TETFFKEFWE |  | QKPLLIQRDD |  | PALATYYGSL |  | FKLTDLKSLC |  | SRGMYYGRDV |
| NVCRCVNGKK |  | KVLNKDGKAH |  | FLQLRKDFDQ |  | KRATIQFHQP |  | QRFKDELWRI |
| QEKLECYFGS |  | LVGSNVYITP |  | AGSQGLPPHY |  | DDVEVFILQL |  | EGEKHWRLYH |
| PTVPLAREYS |  | VEAEERIGRP |  | VHEFMLKPGD |  | LLYFPRGTIH |  | QADTPAGLAH |
| STHVTISTYQ |  | NNSWGDFLLD |  | TISGLVFDTA |  | KEDVELRTGI |  | PRQLLLQVES |
| TTVATRRLSG |  | FLRTLADRLE |  | GTKELLSSDM |  | KKDFIMHRLP |  | PYSAGDGAEL |
| STPGGKLPRL |  | DSVVRLQFKD |  | HIVLTVLPDQ |  | DQSDEAQEKM |  | VYIYHSLKNS |
| RETHMMGNEE |  | ETEFHGLRFP |  | LSHLDALKQI |  | WNSPAISVKD |  | LKLTTDEEKE |
| SLVLSLWTEC |  | LIQVV      |  |            |  |            |  |            |

A: Аланін

C: Цистеїн

D: Аспарагінова кислота

E: Глутамінова кислота

F: Фенілаланін

G: Гліцин

H: Гістидин

I: Ізолейцин

K: Лізин

L: Лейцин

M: Метіонін

N: Аспарагін

P: Пролін

Q: Глутамін

R: Аргінін

S: Серин

T: Треонін

V: Валін

W: Триптофан

Кодований геном білок за функціями належить до оксидоредуктаз, фосфопротеїнів. 
Задіяний у таких біологічних процесах як транскрипція, регуляція транскрипції, біогенез рибосом, поліморфізм, альтернативний сплайсинг. 
Білок має сайт для зв'язування з іонами металів, іоном заліза. 
Локалізований у ядрі.